# Río Camblaya
Der Río Camblaya ist ein Fluss im Anden-Hochgebirge des südlichen Bolivien.
Der Fluss hat eine Gesamtlänge von 108 Kilometern und bildet die Südgrenze der Hochgebirgsregion der Cordillera de Tajsara o Tarachaca.
Er bildet sich am Zusammenfluss der beiden Flüsse Río San Juan del Oro und Río Tumusla und ist die natürliche Fortsetzung des 388 km langen Río San Juan del Oro. Flussabwärts bildet der Río Pilaya die Fortsetzung des Río Camblaya, der wiederum in den Río Pilcomayo mündet und zum Flusssystem des Río de la Plata gehört.
Verwaltungstechnisch verläuft der Fluss zwischen dem bolivianischen Departamento Chuquisaca im Norden und dem Departamento Tarija im Süden. Nördlich des Río Camblaya liegt die Provinz Sud Cinti mit den beiden Landkreisen (bolivianisch: Municipio) Camataqui und Culpina. Südlich des Flusses liegt die Provinz Eustaquio Méndez mit dem Municipio El Puente und dem Municipio San Lorenzo. Der Fluss hat sich tief in die Hochgebirgslandschaft der Region eingegraben, der Flusslauf ist selten breiter als 50 Meter, sein Tal ist nahezu unbesiedelt.
Seit 2015 werden im Projekt "Carrizal" mit Unterstützung der Entwicklungsbank CAF Studien zur Planung eines Stausees mit großem Wasserkraftwerk (346 Megawatt geplante Leistung) vorangetrieben. Zum Stand Januar 2020 ist eine Investitionsentscheidung noch nicht gefallen.